# Turning (dokumentarfilm)
|  | Denne artikel er oprettet af botten Steenthbot ud fra en ekstern database. Den kan derfor have sproglige fejl eller mangler. Denne skabelon kan fjernes efter kontrol af indholdet. |

 For alternative betydninger, se Turning. (Se også artikler, som begynder med Turning)
Turning er en dansk dokumentarfilm fra 2011 instrueret af Charles Atlas og Antony Hegarty efter deres manuskript.

## Handling
I 2006 turnerede musikeren Antony og filmens instruktør Charles Atlas i Europa med deres musikperformance "Turning" med Antony som musikalsk frontfigur og Atlas som skaber af koncertens visuelle univers. Filmen "Turning" er en rejse ind i hjertet af denne performance, en hyldest til skønhed og mangfoldighed.